# Miles O’Brien
Miles Edward O’Brien är en fiktiv rollfigur i Star Treks universum, som porträtteras av Colm Meaney i TV-serien Star Trek: Deep Space Nine och i Star Trek: The Next Generation.

## Biografi
Miles O’Brien kommer ursprungligen från Irlands huvudstad Dublin. Han kommer från en anrik släkt då hans förfader Brian Baru hade varit Kung och en annan förfader vid namn Sean Aloysius O’Brien hade varit en av de största fackliga ledarna i Irland. Miles far Michael O’Brien ville att Miles skulle bli konsert cellist men dagarna innan han skulle börja utbilda sig till cellist på Aldebaran Music Academy började han istället utbilda sig till tekniker på Stjärnflotte Akademin.
Hans resultat på Stjärnflotte Akademin var föga imponerade trots detta visade han sig bli en skicklig tekniker.
Innan O’Brien började tjänstgöra på Deep Space Nine hade han manövrerat transportörer i 22 år varav de sex senaste på Enterprise-D. På Deep Space Nine fick han tjänstgöra som chefstekniker då fick han visa prov på sin tekniska expertis och sin skicklighet på att improvisera för att på bukt på de otaliga tekniska problem som rådde då rymdstationen var i mycket dåligt skick. 
När han flyttade till Deep Space 9 tog han med sig sin hustru Keiko O’Brien och deras dotter.